# Simon Conway Morris
Simon Conway Morris, född 6 november 1951 i Carshalton, är en engelsk paleontolog världens ledande expert på tidiga ryggradslösa djur, men jobbar också med djuren kring Burgess Shale, vilka han började studera på 1970-talet. Det märkliga djuret Hallucigenia var han först med att försöka rekonstruera. Anledningen var att försöka ta reda på om djuret tillhörde gruppen ryggradslösa djur.
Han var också den förste som korrigerade sitt eget misstag, eftersom hans egen rekonstruktion var felaktig. Anledningen till missen var att han hade vänt djuret upp och ned.